# 圣于连迪加
圣于连迪加（法語：Saint-Julien-du-Gua，法語發音：[sɛ̃ ʒyljɛ̃ dy ɡa]）是法国阿尔代什省的一个市镇，位于该省中部，属于普里瓦区。

## 地理
圣于连迪加（44°46'5"N, 4°26'37"E）面积16.96 平方千米，位于法国奥弗涅-罗讷-阿尔卑斯大区阿尔代什省，该省份为法国东南部内陆省份，北起顺时针与卢瓦尔省、伊泽尔省、德龙省、沃克吕兹省、加尔省、洛泽尔省和上盧瓦爾省接壤。
与圣于连迪加接壤的市镇（或旧市镇、城区）包括：阿茹、热内斯泰勒、古尔东、伊萨穆朗、马尔科勒莱索、圣约瑟夫德邦。
圣于连迪加的时区为UTC+01:00、UTC+02:00（夏令时）。

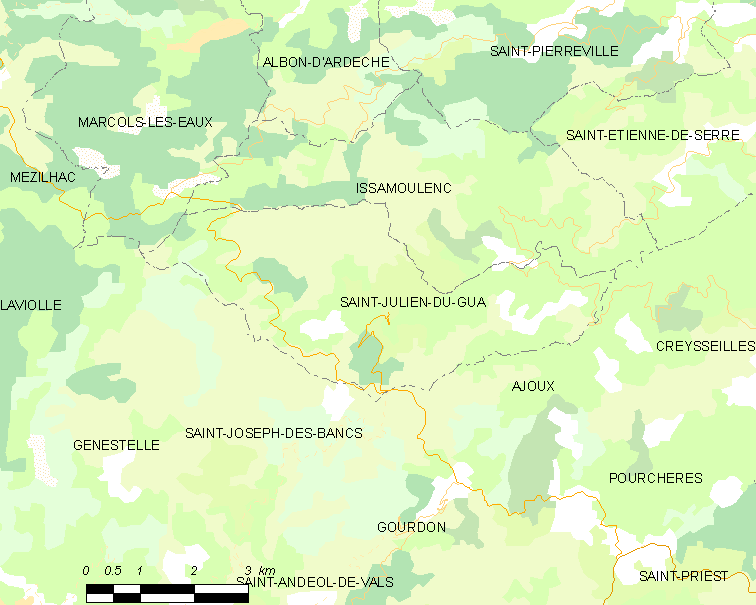
圣于连迪加的OSM定位图

## 行政
圣于连迪加的邮政编码为07190，INSEE市镇编码为07253。

## 政治
圣于连迪加所属的省级选区为上埃里约县。

## 人口

1962-2008年间圣于连迪加人口变化图示

圣于连迪加于2022年1月1日时的人口数量为169人。